# LASK
Linzer Athletik Sport Klub (conhecido por LASK Linz ou simplesmente LASK) é um clube de futebol sediado em Pasching, na Áustria.
É considerado o principal time médio do país, e uma das forças do futebol local. Manda suas partidas na Raiffeisen Arena, com capacidade para 19.080 espectadores. Disputa a Bundesliga Austríaca desde a temporada 2007-08, quando foi promovido da Segunda Divisão nacional.

## História
No inverno de 1908, Albert Siems, um membro do então poderoso Império Austro-Húngaro que morava em Linz, e que também tinha sido jogador de futebol, fundou o Linzer Athletik SportKlub Siegfried, então apenas um clube de atletismo, mas que algum tempo depois decidiu  virar um clube voltado para a prática do futebol.
Após anos de sucessos e de vexames em sua história, o LASK se fundiu, devido à pressão da opinião pública, com o FC Linz (anteriormente conhecido como SK VOEST Linz), em 1997. Entretanto, o nome do clube, as cores, os presidentes e os membros da diretoria permaneceram os mesmos.
Na época de 2020/21, algo histórico ocorreu: eliminou o Sporting Clube de Portugal em casa dos mesmos, conseguindo um lugar na fase de grupos da Liga Europa com uma goleada de 4-1.

## Títulos
| NACIONAIS | NACIONAIS                  | NACIONAIS | NACIONAIS  |
|           | Competição                 | Títulos   | Temporadas |
| --------- | -------------------------- | --------- | ---------- |
|           | Campeonato Austríaco       | 1         | 1964-65    |
|           | Copa da Áustria de Futebol | 1         | 1964-65    |

## Elenco atual
Última atualização: 24 de abril de 2025.